# Pia Mia
Pia Mia, właśc. Pia Mia Perez (ur. 19 września 1996) – guamska wokalistka, modelka, autorka tekstów i aktorka. Popularność przyniósł jej wydany w 2015 utwór „Do It Again”.

## Kariera

### Wczesne życie i początki kariery
Dziadek ze strony ojca Pii pochodził z rdzennej ludności Guamu Czamorro, zaś jego żona była pochodzenia holendersko-węgierskiego. Dziadek ze strony matki również był z Czamorro, natomiast jej babka była pochodzenia włoskiego. Pia wychowywała się na Guamie. W młodości uczęszczała do szkoły muzyczno-teatralnej.

### 2014: The Gift
W 2013 Pia wykonała cover utworu Drake’a pt. „Hold On, We're Going Home”. W wieku 17 lat jako jedna z pierwszych podpisała kontrakt z wytwórnią Wolfpack Entertainment, niedługo później z Interscope Records.
W 2014 wydała EP-kę zatytułowaną The Gift. Album zawierał osiem utworów (sześć w wersji na iTunes), w tym single „Red Love”, „Mr. President” oraz promo „Shotgun Love”. „On My Mind” z gościnnym udziałem amerykańskiego rapera Chance the Rapper znalazł się na ścieżce dźwiękowej do filmu Niezgodna.

### 2015: Debiutancki album
W 2015 Pia Mia rozpoczęła prace nad utworami do debiutanckiego albumu studyjnego. Zapowiedzią owej płyty był zaprezentowany w styczniu singel „F**k With U” z gościnnym udziałem G-Eazy’ego. Został on opublikowany w serwisie SoundCloud, gdzie odtworzono go 12 tysięcy razy w ciągu trzech miesięcy. Drugim singlem z nadchodzącej płyty jest „Do It Again”, nagrany wraz z Chrisem Brownem i Tygą w maju. Utwór został wyprodukowany przez Nic Naca. Był on notowany w pierwszych dziesiątkach list przebojów w Wielkiej Brytanii, Australii i Nowej Zelandii. W dwóch ostatnich krajach uzyskał status platynowej płyty. Do tej pory teledysk do utworu został odtworzony 158 milionów razy w serwisie YouTube.

## Twórczość
Jej muzyka to połączenie rytmicznego popu, hip-hopu i R&B. Pia dorastała słuchając Céline Dion, Michaela Jacksona, Whitney Houston, Beyoncé, Marii Carey i muzyki klasycznej. Uważa, że duży wpływ na jej twórczość miały Dion, Houston i Carey.

## Dyskografia

### Minialbumy
| Rok  | Dane dot. albumu                                                                                   |
| ---- | -------------------------------------------------------------------------------------------------- |
| 2014 | The Gift - Wydany: 25 lutego 2014 - Format: EP, digital download - Wytwórnia: Wolfpack, Interscope |

### Single
| Rok                                                     | Tytuł                                        | Pozycje na listach przebojów | Pozycje na listach przebojów | Pozycje na listach przebojów | Pozycje na listach przebojów | Pozycje na listach przebojów | Pozycje na listach przebojów | Pozycje na listach przebojów | Pozycje na listach przebojów | Certyfikat | Album |
| Rok                                                     | Tytuł                                        | US                           | AUS                          | CAN                          | DEN                          | IRL                          | NZ                           | SWE                          | UK                           | Certyfikat | Album |
| ------------------------------------------------------- | -------------------------------------------- | ---------------------------- | ---------------------------- | ---------------------------- | ---------------------------- | ---------------------------- | ---------------------------- | ---------------------------- | ---------------------------- | --- | ----- |
| 2015                                                    | „Do It Again” (gościnnie Chris Brown i Tyga) | 71                           | 5                            | 70                           | 38                           | 52                           | 10                           | 70                           | 8                            | - AUS: Platynowa płyta - DEN: Złota płyta - NZL: Platynowa płyta - SWE: Złota płyta - UK: Złota płyta - POL: Złota płyta | –     |
| 2015                                                    | „Touch”                                      | –                            | 47                           | –                            | –                            | 83                           | –                            | –                            | 47                           | | –     |
| „–” oznacza, że singel nie był notowany na danej liście |                                              |                              |                              |                              |                              |                              |                              |                              |                              | |       |

#### Z gościnnym udziałem
| Rok                                                     | Tytuł                                         | Pozycje na listach przebojów | Pozycje na listach przebojów | Pozycje na listach przebojów | Certyfikat | Album |
| Rok                                                     | Tytuł                                         | AUS                          | FRA                          | UK                           | Certyfikat | Album |
| ------------------------------------------------------- | --------------------------------------------- | ---------------------------- | ---------------------------- | ---------------------------- | ---------- | ----- |
| 2016                                                    | „Boys & Girls” (will.i.am, gościnnie Pia Mia) | 53                           | 46                           | 44                           |            | –     |
| 2020                                                    | „Lovefool” (twocolors, gościnnie Pia Mia)     | -                            | -                            | -                            |            | -     |
| „–” oznacza, że singel nie był notowany na danej liście |                                               |                              |                              |                              |            |       |

#### Single promocyjne
| Rok  | Tytuł                                     | Album    |
| ---- | ----------------------------------------- | -------- |
| 2011 | „Bubblegum Boy” (wspólnie z Bellą Thorne) |          |
| 2013 | „The Last Man On Earth”                   |          |
| 2013 | „Shotgun Love”                            | The Gift |
| 2013 | „What A Girl Wants”                       |          |
| 2015 | „F**k With U” (gościnnie G-Eazy)          |          |

## Filmografia
- 2018: Happy Together jako Rylie Conners
- 2019: After jako Tristan
- 2020: After 2 jako Tristan